# SS Ionic (1902)
SS Ionic byl parník vybudovaný v roce 1902 v loděnicích Harland & Wolff v Belfastu pro společnost White Star Line. Byl druhý parník této společnosti nesoucí jméno Ionic a sloužil na linkách na Nový Zéland.

## Historie
Ionic byl navržen pro transport zmraženého masa i cestujících z Velké Británie na Nový Zéland. Na svou první plavbu z Londýna přes Kapské Město do Wellingtonu vyplul 16. ledna 1903. Byl vybaven elektrickým osvětlením, měl nádhernou promenádní palubu a zlatý pruh podél trupu, typický znak lodí White Star Line. Po vypuknutí 1. světové války v roce 1914 byl zabaven a převážel průzkumné jednotky na Nový Zéland. V roce 1915 ho jen těsně minulo ve Středozemním moři nepřátelské torpédo, které minulo loď o méně než 15 m. 31. ledna se vrátil zpět do běžné služby. V roce 1927 přijel na pomoc posádce francouzské lodi Daisy, která ztroskotala u New Foundlandu. V roce 1924 byl upraven jen na osobní loď a v roce 1934 prodán Shaw, Savill & Albion Line. Ionic se stal královským poštovním parníkem (RMS). Nakonec byl roku 1936 v Osace sešrotován. Jeho zvon a stará fotografie jsou vystaveny v Aucklandském válečném muzeu.